# Adriu Delai
Pour les articles homonymes, voir Delai.
Pas d'image ? Cliquez ici

a Compétitions nationales et continentales officielles uniquement.

b Matchs officiels uniquement.
Dernière mise à jour le 15 mai 2020.
Adriu Delai, né le 11 juin 1984, est un joueur international fidjien de rugby à XV évoluant au poste d'ailier ou de centre.

## Biographie
Sélectionné en équipe nationale pour la première fois en 2010, il est recruté en 2012 par le club de Rodez en Fédérale 1, où il ne joue que quatre matchs avant de s'engager dès novembre 2012 à Massy, alors lanterne rouge de Pro D2.
Ses débuts en France sont remarqués[réf. nécessaire] : il est sélectionné pour les tournées d'été et d'automne 2013 et signe la même année à Tarbes, où il inscrit 5 essais en 27 matchs.
Il est recruté la saison suivante par le Stade montois, où il s'impose comme un des principaux joueurs (43 matchs en 2 saisons).
Il participe aux tournées d'été des Fidji en 2014, 2015 et 2016. 
En 2016, il rejoint Biarritz, dont il devient le meilleur marqueur d'essais en 2016-2017 avec huit réalisations et de nouveau en 2017-2018 avec 15 essais. En fin de contrat en 2018, il signe à Massy à la suite des difficultés financières du BO.